# МЦ-558
Крупнокалиберный карабин МЦ558 представляет собой охотничье оружие ручного перезаряжания компоновки булл-пап, базирующееся на конструкции специальной бесшумной винтовки ВССК «Выхлоп». Карабин МЦ558 разрабатывается Филиалом АО КБП — «ЦКИБ СОО» в г. Тула.
Карабин МЦ558 проектируется в трех калибрах, под два мощных охотничьих патрона — .300 Lapua Magnum (7,62x70) и .338 Lapua Magnum (8,6×70), а также под 12,7-мм патрон СЦ-130 той же винтовки ВКС «Выхлоп». Разумеется, в случае принятия решения о начале серийного производства, будет выпускаться гражданский вариант боевого 12,7-мм патрона с оболочечной или полуоболочечной пулей со свинцовым сердечником.От боевой снайперской винтовки «Выхлоп» охотничий карабин МЦ558 внешне отличается удлиненной ствольной коробкой. Рукоятка перезаряжания расположена с правой стороны карабина, перемещается поступательно, что более эргономично, чем управление традиционным «болтовым» затвором. На рукоятке, связанной с затворной рамой, расположен рычаг предварительного страгивания и предохранитель рукоятки, исключающий самопроизвольное открывание затвора.
Запирание канала ствола карабина МЦ558 производится поворотом затвора на четыре симметрично расположенных боевых упора ствола. Ударно-спусковой механизм куркового типа, одинарного действия. Рычаг флажкового предохранителя размещается слева, позади магазина. На дульной части ствола имеется дульный тормоз-компенсатор, использующий кинетическую энергию выходящих из дула ствола вслед за пулей пороховых газов для уменьшения отдачи.
Цевьё МЦ558 имеет три планки Пикатинни, находящиеся снизу и по бокам, на которые могут крепиться такие дополнительные приспособления, как сошки, передняя рукоятка, тактический фонарь и лазерный целеуказатель. На ствольной коробке, сверху, расположена длинная планка с креплением типа Пикатинни, к которой могут крепиться различные оптические, ночные и коллиматорные прицелы. Базовыми являются съемные складные регулируемые прицельные приспособления с апертурным целиком. Питание карабина МЦ558 патронами производится из отъемного коробчатого однорядного магазина на 5 патронов.
Технические характеристики карабина МЦ558
Калибр: .300 LM / .338 LM / 12,7×55 СЦ-130
Длина карабина: 964 / 974 / 804 мм
Длина ствола: ≈ 450 мм
Масса карабина: 5,1 — 5,4 кг.
Емкость магазина: 5 патронов
Прицельная дальность — до 500 метров
Максимальная дальность поражения — около 1700 метров
Скорострельность — до 40 выстрелов в минуту
Начальная скорость пули — около 830 м/с
Максимальная энергия пули — примерно 3400 Джоулей